# Anthidium edwardsii
Anthidium edwardsii är en biart som beskrevs av Cresson 1878. Anthidium edwardsii ingår i släktet ullbin och familjen buksamlarbin. Inga underarter finns listade.

## Beskrivning
Honorna är, likt de flesta ullbin, färgade i svart med gula tvärband på bakkroppen. Hanarna har rödbrun bakkropp med gula band. Den rödbruna färgen är variabel, och kan mörkna till brunt och i undantagsfall helt svart, men åtminstone den sista tergiten (bakkroppssegmentet) är nästan alltid rödbrunt.

## Ekologi
Arten är generalist när det gäller värdväxter, och besöker blommor från flera olika familjer som sumakväxter, korgblommiga växter, strävbladiga växter, törelväxter, ärtväxter, kransblommiga växter, blågullsväxter samt slideväxter

## Utbredning
Anthidium edwardsii lever i västra USA. Den är mycket vanlig i Kalifornien och förekommer för övrigt i Idaho, Oregon, Washington och Utah.